# Andrzej Kowalczyk (lekkoatleta)
Andrzej Kowalczyk (ur. 30 listopada 1998) – polski lekkoatleta specjalizujący się w biegach średniodystansowych i długodystansowych. Medalista mistrzostw Polski.
Rekord życiowy:
- bieg na 1500 metrów – 3:37,76 (3 czerwca 2022, Bydgoszcz).